# Химка (приток Ичи)
Химка — река в Быстринском районе Камчатского края России. Является левым притоком реки Ича. Берёт начало на северо-западных склонах горы Центральная (1876 м.) хребта Перкала; протекает на северо-запад до впадения в Ичу слева на расстоянии 145 км от её устья.
Длина реки — 25 км.
Основной приток — Малая Химка.
Названа картографами как уменьшительное от соседней реки Хим, название которой в переводе с эвенского — «метка».
По данным государственного водного реестра России относится к Анадыро-Колымскому бассейновому округу.
Код водного объекта — 19080000212120000030287.